# Ferdinand Ueberwasser
Ferdinand Ueberwasser (* 13. August 1752 in Meppen; † 15. Januar 1812 in Münster) war ein deutscher Philosoph.

## Leben
Ferdinand Ueberwasser wurde nach einem Noviziat in Trier 1773 an das Jesuitenkolleg in Coesfeld versetzt. Für das folgende Jahr wurde er dort zum Lehrer von Infirmaren bestimmt. Jedoch am 22. September wurde das Kolleg aufgelöst. Er blieb als Lehrer am Gymnasium in Coesfeld bis 1776. In diesem Jahr wurde er ans Paulinische Gymnasium in Münster berufen.  Nach dem Tod Aloys Havichorsts 1783 wurde Ueberwasser die Professor für Logik und Metaphysik in Münster übertragen. 1787 veröffentlichte er Anweisungen zum regelmäßigen Studium der empirischen Psychologie für die Candidaten der Philosophie zu Münster. Dem ließ er 1794 die zweite Auflage folgen. 1798 veröffentlichte er eine neue, überarbeitete Ausgabe der Institutiones logicae in usum auditorum Havichorsts aus dem Jahr 1776. 1799 folgte Ueber Vernunft, Vernunftbegriffe und den Begriff der Gottheit insbesondere und 1800 Ueber das Begehrungsvermögen.
Ueberwasser war Domvikar und Präses des Heerde-Kollegiums. Bis 1785 unterrichtete er die münsterische Leibgarde in Psychologie.

## Schriften (Auswahl)
- Anweisungen zum regelmäßigen Studium der Empirischen Psychologie für die Candidaten der Philosophie zu Münster. Erste Abtheilung. Münster 1787.
- Ueber Vernunft, Vernunftbegriffe, und den Begriff der Gottheit insbesondere. Eine philosophische Vorlesung. Münster 1799.
- Ueber das Begehrungsvermögen. Münster 1800.
- Allgemeine Moralphilosophie. Dritter und letzter Theil. Münster 1815.